# Де Ла Хойя, Диего
Диего Де Ла Хойя (исп. Diego De La Hoya; род. 13 августа 1994; Мехикали, Мексика) — мексиканский боксёр-профессионал.

## Любительская карьера
В 2011 году стал чемпионом Мексики в весовой категории до 56 кг.
В 2013 году стал бронзовым призёром мексиканской национальной Олимпиады в весовой категории до 56 кг (возрастная категория до 22 лет).

## Профессиональная карьера
Дебютировал на профессиональном ринге 12 сентября 2013 года, одержав победу техническим нокаутом в 3-м раунде.
27 февраля 2015 года победил по очкам бывшего претендента на титул чемпиона мира во 2-м легчайшем весе Мануэля Романа.
4 сентября 2015 года победил по очкам бывшего претендента на титул чемпиона мира во 2-м легчайшем весе Хесуса Руиса. На кону был вакантный титул чемпиона мира WBC среди молодёжи во 2-м легчайшем весе.
16 сентября 2017 года победил экс-чемпиона мира в легчайшем весе не имеющего поражений американца Рэнди Кабальеро.
8 июня 2018 года досрочно победил бывшего претендента на титул чемпиона мира во 2-м наилегчайшем весе мексиканца Хосе Сальгадо.
13 июля 2019 года проиграл нокаутом в 6-м раунде бывшему претенденту на титул чемпиона мира во 2-м легчайшем весе американцу Ронни Риосу.

## Статистика боёв
В таблице перечислены результаты всех поединков боксёров.
В каждой строке указан результат поединка. Дополнительно номер поединка обозначен цветом, который обозначает итог поединка. Расшифровка обозначений и цветов представлена в нижеследующей таблице.
| Пример | Расшифровка                     |
| ------ | ------------------------------- |
|        | Победа                          |
|        | Ничья                           |
|        | Поражение                       |
|        | Планируемый поединок            |
|        | Поединок признан несостоявшимся |
| КО     | Нокаут                          |
| ТКО    | Технический нокаут              |
| PTS    | Решение судей (по очкам)        |
| UD     | Единогласное решение судей      |
| MD     | Решение большинства судей       |
| SD     | Раздельное решение судей        |
| RTD    | Отказ от продолжения боя        |
| DQ     | Дисквалификация                 |
| NC     | Поединок признан несостоявшимся |

| Бой | Дата             | Соперник                            | Место проведения                                              | Результат | Примечание |
| --- | ---------------- | ----------------------------------- | ------------------------------------------------------------- | --------- | --- |
| 27  | 29 апреля 2023   | Виктор Моралес (17-0-1)             | College Park Center, Арлингтон, Техас, США                    | KO2 (10)  | Вакантный титул WBA Inter-Continental в полулёгком весе.                                                                                |
| 26  | 17 декабря 2022  | Хосе Сантос Гонсалес (23-10-1)      | Commerce Casino, Коммерс, Калифорния, США                     | TD8 (10)  | Гонсалес в нокдауне в 3-м и в 5-м раундах. Счёт: 80-70 (все).                                                                           |
| 25  | 16 июля 2022     | Энрике Берначе (24-13)              | Crypto.com-арена, Лос-Анджелес, Калифорния, США               | KO4 (10)  | |
| 24  | 14 декабря 2019  | Ренсон Роблес (16-6)                | Auditorio del Estado, Мехикали, Нижняя Калифорния, Мексика    | UD10 (10) | Счёт: 97-94, 99-89, 98-89. |
| 23  | 13 июля 2019     | Ронни Риос (30-3-0)                 | Dignity Health Sports Park, Карсон, Калифорния, США           | KO6 (12)  | Титул NABF (2-я защита Де Ла Хойи) и вакантный титул WBA Gold во 2-м легчайшем весе.                                                    |
| 22  | 13 апреля 2019   | Энрике Берначе (24-12-0)            | Арена Монтеррей, Монтеррей, Нуэво-Леон, Мексика               | NC2 (10)  | |
| 21  | 8 июня 2018      | Хосе Сальгадо (36-4-2)              | Turning Stone Resort & Casino, Верона, штат Нью-Йорк, США     | RTD7 (10) | Титулы NABF (1-я защита Де Ла Хойи) и WBO NABO (1-я защита Де Ла Хойи) во 2-м легчайшем весе.                                           |
| 20  | 16 сентября 2017 | Рэнди Кабальеро (24-0-0)            | Ти-Мобайл Арена, Лас-Вегас, Невада, США                       | UD10 (10) | Титул NABF во 2-м легчайшем весе (1-я защита Кабальеро). Вакантный титул WBO NABO во 2-м легчайшем весе. Счёт: 100-90 и 98-92 (дважды). |
| 19  | 1 июля 2017      | Алан Исайас Лукес Кастильо (21-6-0) | Parque La Pedrera, Вилья-Мерседес, Сан-Луис, Аргентина        | UD10 (10) | Титул WBC Youth World во 2-м легчайшем весе (3-я защита Де Ла Хойи). Счёт судей: 97-93 и 98-92 (дважды).                                |
| 18  | 18 мая 2017      | Эрик Руис (16-6-1)                  | Casino Del Sol, Тусон, Аризона, США                           | UD10 (10) | Счёт судей: 99-91 и 100-90 (дважды). |
| 17  | 11 марта 2017    | Роберто Пучета (10-9-1)             | Turning Stone Resort & Casino, Верона, штат Нью-Йорк, США     | UD8 (8)   | Счёт судей: 80-71 (все). |
| 16  | 17 сентября 2016 | Луис Дель Валье (22-2-0)            | AT&T-стэдиум, Арлингтон, Техас, США                           | UD10 (10) | Титул WBC Youth World во 2-м легчайшем весе (2-я защита Де Ла Хойи). Счёт судей: 100-90 и 99-91 (дважды).                               |
| 15  | 7 мая 2016       | Рокко Сантомауро (13-0-0)           | T-Mobile Arena, Лас-Вегас, Невада, США                        | TKO7 (8)  | Титул WBC Youth World во 2-м легчайшем весе (1-я защита Де Ла Хойи).                                                                    |
| 14  | 19 февраля 2016  | Артуро Бадильо (21-9-0)             | Belasco Theater, Лос-Анджелес, Калифорния, США                | KO4 (8)   | |
| 13  | 20 ноября 2015   | Хиованни Дельгадо (15-3-0)          | Hard Rock Hotel and Casino, The Joint, Лас-Вегас, Невада, США | UD8 (8)   | Счёт судей: 79-73 (все). |
| 12  | 4 сентября 2015  | Хесус Руис (34-6-5)                 | Belasco Theater, Лос-Анджелес, Калифорния, США                | UD10 (10) | Вакантный титул WBC Youth World во 2-м легчайшем весе. Счёт судей: 99-91 и 100-90 (дважды).                                             |
| 11  | 2 июля 2015      | Хосе Эстрелья (14-6-1)              | Belasco Theater, Лос-Анджелес, Калифорния, США                | KO4 (8)   | Эстрелья в нокдауне в 4-м раунде. |
| 10  | 7 мая 2015       | Рамиро Роблес (12-2-1)              | Belasco Theater, Лос-Анджелес, Калифорния, США                | UD8 (8)   | Счёт судей: 80-72 (все). |
| 9   | 27 февраля 2015  | Мануэль Роман (17-3-3)              | Fantasy Springs Casino, Индио, Калифорния, США                | UD8 (8)   | Счёт судей: 80-72 (все). |
| 8   | 13 ноября 2014   | Али Гонсалес (6-3-0)                | Fantasy Springs Casino, Индио, Калифорния, США                | TKO5 (6)  | Гонсалес в нокдауне во 2-м раунде. |
| 7   | 10 октября 2014  | Луис Руис Лисаррага-младший (5-2-1) | Fantasy Springs Casino, Индио, Калифорния, США                | UD6 (6)   | Счёт судей: 60-54 (все). |
| 6   | 9 июля 2014      | Мигель Тамайо (15-9-2)              | Hard Rock Hotel and Casino, The Joint, Лас-Вегас, Невада, США | TKO5 (6)  | |
| 5   | 6 июня 2014      | Ригоберто Касильас (10-12-1)        | Fantasy Springs Casino, Индио, Калифорния, США                | TKO3 (6)  | |
| 4   | 3 апреля 2014    | Хаксель Марреро (1-1-1)             | Fantasy Springs Casino, Индио, Калифорния, США                | UD6 (6)   | Марреро в нокдауне в 1-м раунде. Счёт судей: 60-53 (все).                                                                               |
| 3   | 17 февраля 2014  | Серхио Нахера (6-12-2)              | Salinas Storm House, Салинас, Калифорния, США                 | TKO1 (4)  | Нахера в нокдауне в 1-м раунде. |
| 2   | 13 декабря 2013  | Абрахам Рубио (3-2-1)               | Fantasy Springs Casino, Индио, Калифорния, США                | TKO1 (4)  | |
| 1   | 12 сентября 2013 | Луис Косме (8-3-1)                  | MGM Grand, Premier Ballroom, Лас-Вегас, Невада, США           | TKO3 (4)  | Косме в нокдауне в 3-м раунде. |
| Бой | Дата             | Соперник                            | Место проведения                                              | Результат | Примечание |

## Титулы

### Любительские
- 2011  Чемпион Мексики в легчайшем весе (до 56 кг).
- 2013  Бронзовый призёр мексиканской национальной Олимпиады в легчайшем весе (до 56 кг).

### Профессиональные
- Чемпион мира WBC среди молодёжи во 2-м легчайшем весе (WBC Youth World) (2015—2017).
- Титул NABF во 2-м легчайшем весе (2017—2019).
- Титул WBO NABO во 2-м легчайшем весе (2017—2018).

## Семья
Двоюродный брат Диего — знаменитый американский боксёр, олимпийский чемпион 1992 года в любителях и экс-чемпион мира в шести весовых категориях в профессионалах Оскар Де Ла Хойя.